# Masquières
Masquières est une commune du Sud-Ouest de la France, située dans le département de Lot-et-Garonne (région Nouvelle-Aquitaine).

## Géographie

### Localisation
Commune située dans l'est de l'Agenais,, c'est une commune limitrophe avec le département du Lot.

### Communes limitrophes
Les communes limitrophes sont Mauroux, Sérignac, Courbiac, Thézac, Tournon-d'Agenais et Porte-du-Quercy.
| Thézac            | Mauroux (Lot) |                |
| Tournon-d'Agenais | Masquières    | Sérignac (Lot) |
|                   | Courbiac      | Saux (Lot)     |

### Climat
Pour des articles plus généraux, voir Climat de la Nouvelle-Aquitaine et Climat de Lot-et-Garonne.
Historiquement, la commune est exposée à un climat océanique aquitain.  
En 2020, Météo-France publie une typologie des climats de la France métropolitaine dans laquelle la commune est exposée à un climat océanique altéré et est dans la région climatique Aquitaine, Gascogne, caractérisée par une pluviométrie abondante au printemps, modérée en automne, un faible ensoleillement au printemps, un été chaud (19,5 °C), des vents faibles, des brouillards fréquents en automne et en hiver et des orages fréquents en été (15 à 20 jours).
Pour la période 1971-2000, la température annuelle moyenne est de 12,7 °C, avec une amplitude thermique annuelle de 15,4 °C. Le cumul annuel moyen de précipitations est de 854 mm, avec 11,4 jours de précipitations en janvier et 6,5 jours en juillet. Pour la période 1991-2020, la température moyenne annuelle observée sur la station météorologique la plus proche, située sur la commune de Lacapelle-Biron à 25 km à vol d'oiseau, est de 13,6 °C et le cumul annuel moyen de précipitations est de 833,3 mm,. Pour l'avenir, les paramètres climatiques de la commune estimés pour 2050 selon différents scénarios d’émission de gaz à effet de serre sont consultables sur un site dédié publié par Météo-France en novembre 2022.

## Urbanisme

### Typologie
Au 1er janvier 2024, Masquières est catégorisée commune rurale à habitat très dispersé, selon la nouvelle grille communale de densité à sept niveaux définie par l'Insee en 2022.
Elle est située hors unité urbaine et hors attraction des villes,.

### Occupation des sols

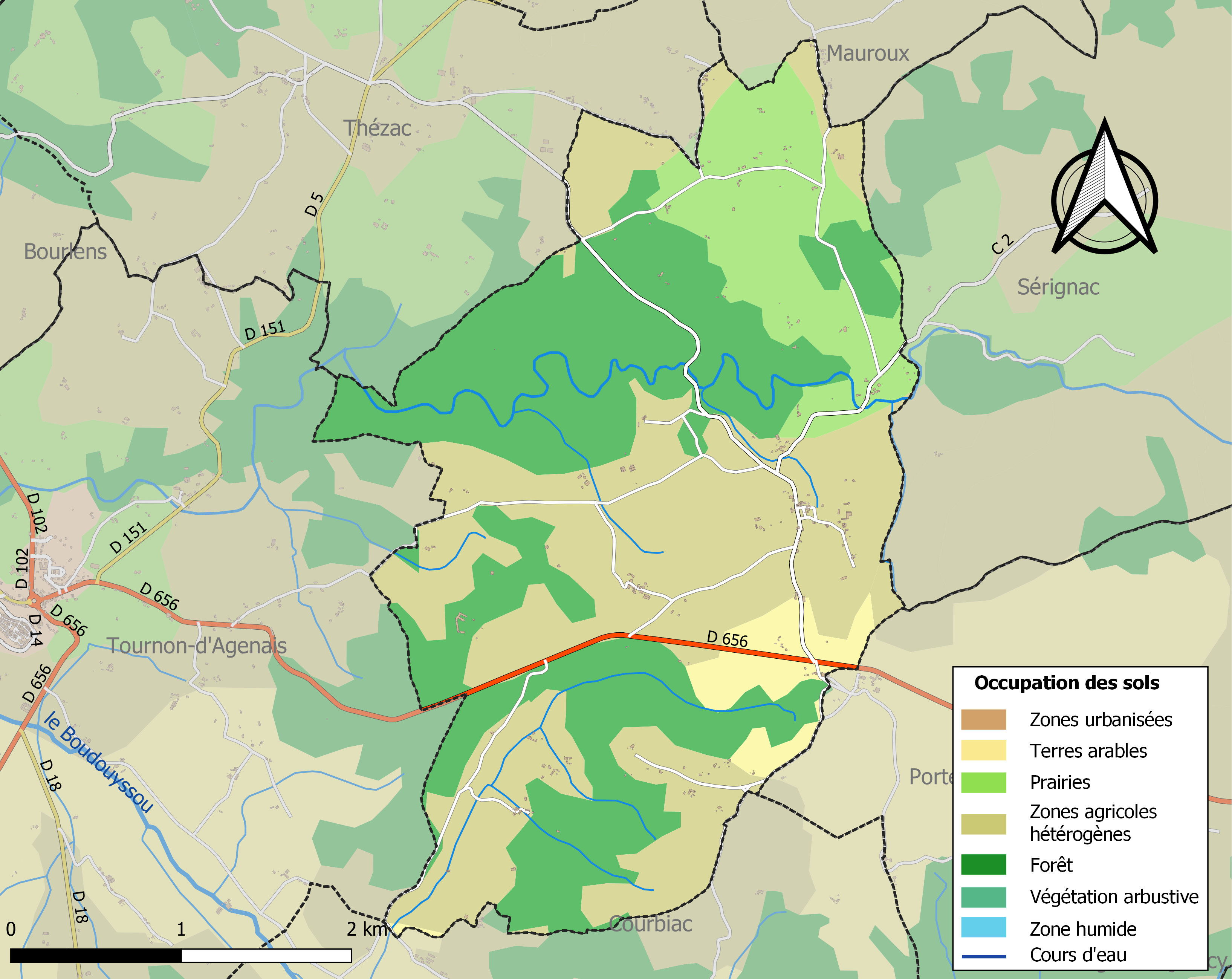
Carte des infrastructures et de l'occupation des sols de la commune en 2018 (CLC).

L'occupation des sols de la commune, telle qu'elle ressort de la base de données européenne d’occupation biophysique des sols Corine Land Cover (CLC), est marquée par l'importance des territoires agricoles (59,7 % en 2018), en augmentation par rapport à 1990 (58 %). La répartition détaillée en 2018 est la suivante : 
zones agricoles hétérogènes (42,4 %), forêts (40,3 %), prairies (12,9 %), terres arables (4,4 %). L'évolution de l’occupation des sols de la commune et de ses infrastructures peut être observée sur les différentes représentations cartographiques du territoire : la carte de Cassini (XVIIIe siècle), la carte d'état-major (1820-1866) et les cartes ou photos aériennes de l'IGN pour la période actuelle (1950 à aujourd'hui).

### Risques majeurs
Le territoire de la commune de Masquières est vulnérable à différents aléas naturels : météorologiques (tempête, orage, neige, grand froid, canicule ou sécheresse), mouvements de terrains et séisme (sismicité très faible). Il est également exposé à un risque technologique,  le transport de matières dangereuses. Un site publié par le BRGM permet d'évaluer simplement et rapidement les risques d'un bien localisé soit par son adresse soit par le numéro de sa parcelle.

#### Risques naturels
Les mouvements de terrains susceptibles de se produire sur la commune sont des affaissements et effondrements liés aux cavités souterraines (hors mines) et des tassements différentiels. Afin de mieux appréhender le risque d’affaissement de terrain, un inventaire national permet de localiser les éventuelles cavités souterraines sur la commune.

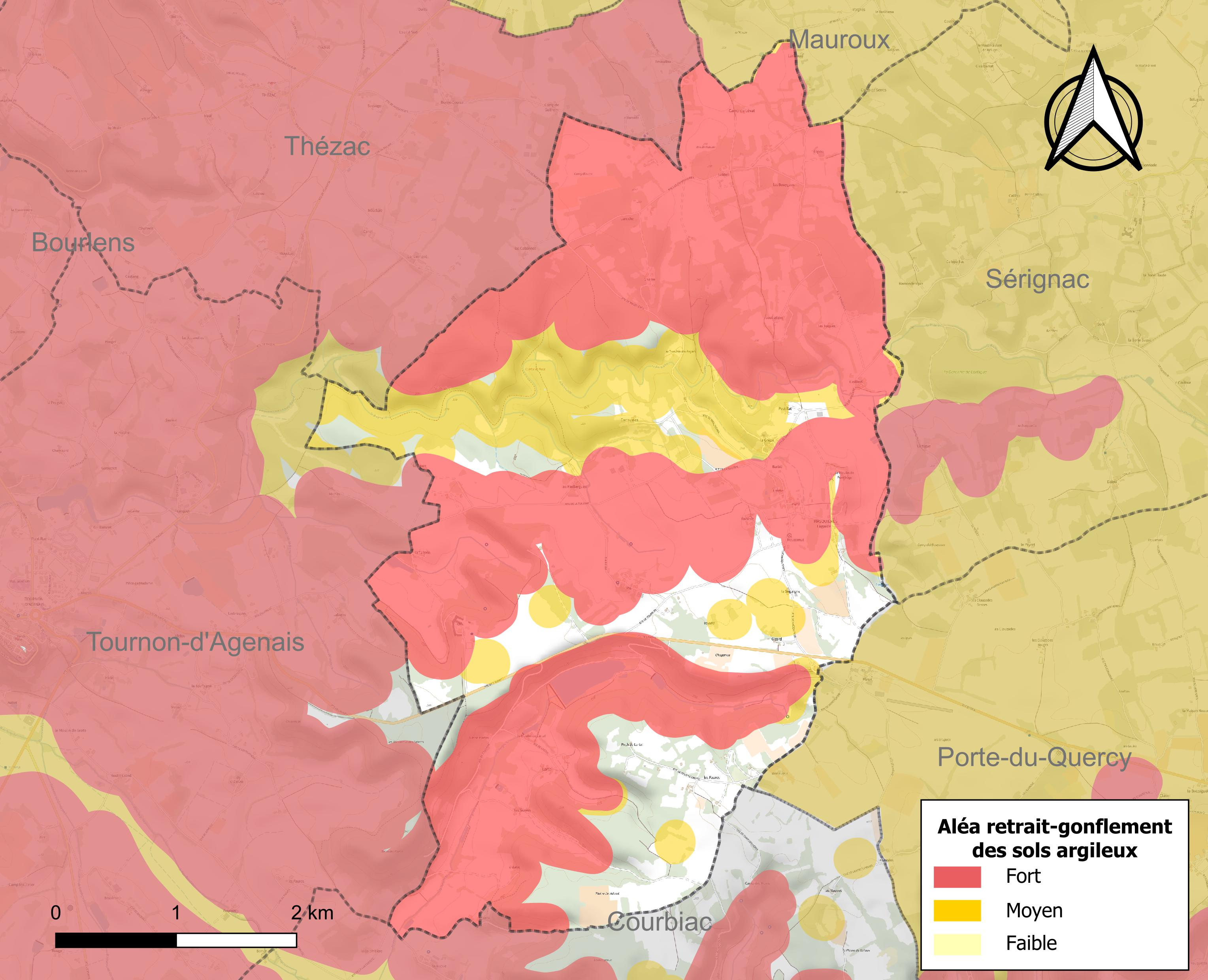
Carte des zones d'aléa retrait-gonflement des sols argileux de Masquières.

Le retrait-gonflement des sols argileux est susceptible d'engendrer des dommages importants aux bâtiments en cas d’alternance de périodes de sécheresse et de pluie. 81,9 % de la superficie communale est en aléa moyen ou fort (91,8 % au niveau départemental et 48,5 % au niveau national). Depuis le 1er octobre 2020, en application de la loi ELAN, différentes contraintes s'imposent aux vendeurs, maîtres d'ouvrages ou constructeurs de biens situés dans une zone classée en aléa moyen ou fort,.
La commune a été reconnue en état de catastrophe naturelle au titre des dommages causés par les inondations et coulées de boue survenues en 1982, 1993, 1999, 2007 et 2009, par la sécheresse en 2011 et par des mouvements de terrain en 1999.

## Toponymie
Son nom vient de la racine celtique mask suivie  du suffixe -aria[réf. à confirmer]: Le mot  signifiant "masque" mais surtout "sorcière" ou "spectre", "démon" comme en latin médiéval et en ancien occitan. Il s'agissait donc d'un lieu de rassemblement de sorcières[réf. nécessaire].

## Politique et administration
| Période                                  | Période   | Identité        | Étiquette | Qualité     |
| ---------------------------------------- | --------- | --------------- | --------- | ----------- |
| mars 1983                                | mars 2014 | André Bouyssou  |           | Artisan     |
| mars 2014                                | En cours  | Thierry Bouquet |           | Agriculteur |
| Les données manquantes sont à compléter. |           |                 |           |             |

En juillet 2018, une élection partielle complémentaire a été organisée à la suite de la démission d'un tiers des conseillers municipaux de la commune. Cinq nouveaux conseillers ont été élus le 1er juillet 2018.

## Démographie
| 1876 | 1881 | 1886 | 1891 | 1896 | 1901 | 1906 | 1911 | 1921 |
| ---- | ---- | ---- | ---- | ---- | ---- | ---- | ---- | ---- |
| 439  | 444  | 417  | 381  | 348  | 350  | 332  | 297  | 242  |

| 1926 | 1931 | 1936 | 1946 | 1954 | 1962 | 1968 | 1975 | 1982 |
| ---- | ---- | ---- | ---- | ---- | ---- | ---- | ---- | ---- |
| 246  | 219  | 243  | 198  | 180  | 149  | 118  | 96   | 119  |

| 1990 | 1999 | 2006 | 2007 | 2012 | 2017 | 2022 | - | - |
| ---- | ---- | ---- | ---- | ---- | ---- | ---- | - | - |
| 126  | 126  | 159  | 164  | 193  | 181  | 175  | - | - |

## Économie
Viticulture fait partie l'aire de production du vin de pays de Thézac-Perricard.

## Lieux et monuments
- Château du Bosc classé monument historique[29] en 1952[30].

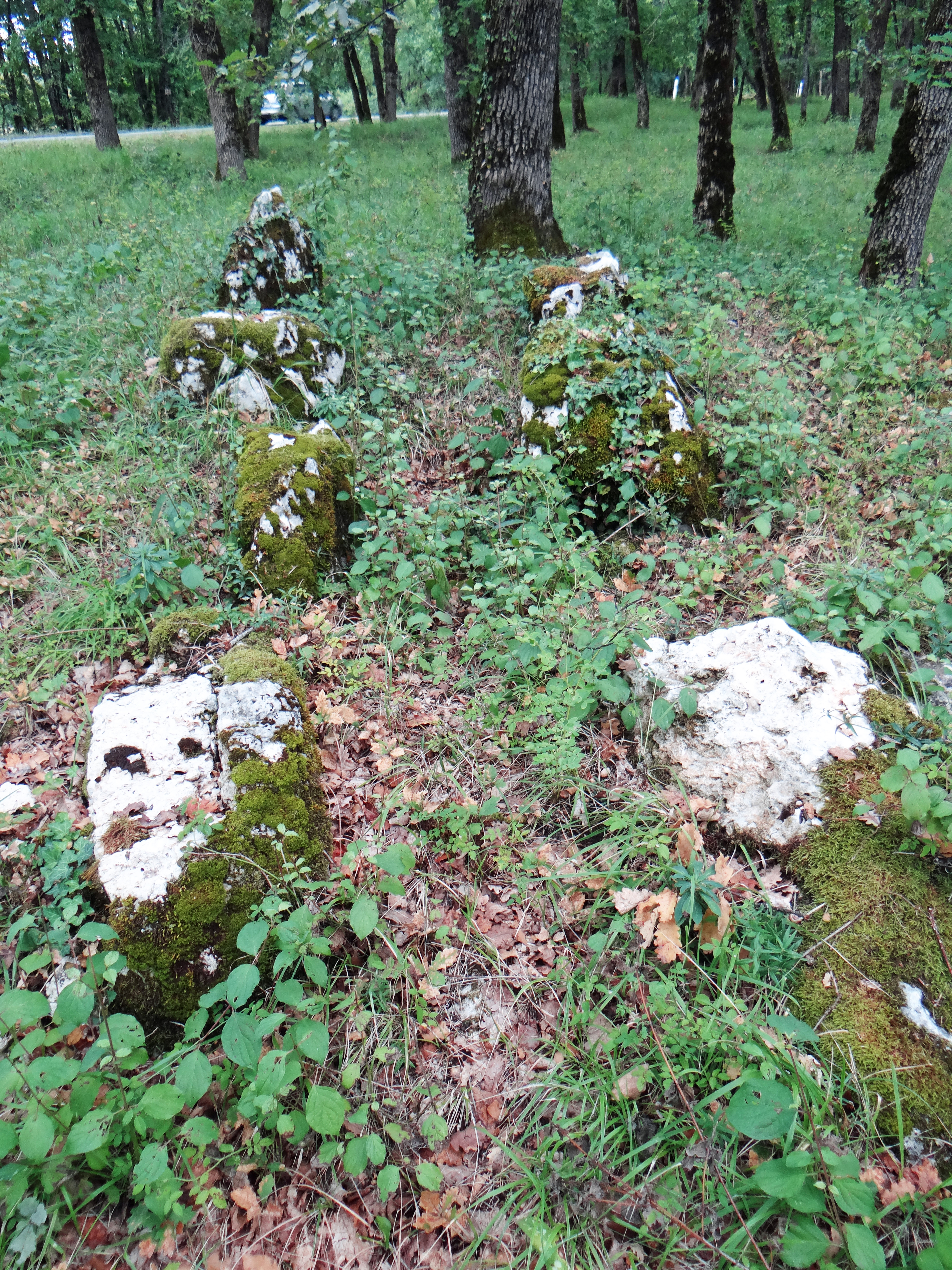
Alignement du bosc

- Trois alignements et deux tumuli : alignements et tumuli classés monument historique[31] en 1952[32],[33].
- Église Saint-Vincent dédiée à saint Vincent de Saragosse[34].
- Monument aux morts de la Première Guerre mondiale surmontée d'une statue représentant un « poilu triomphant »[35].

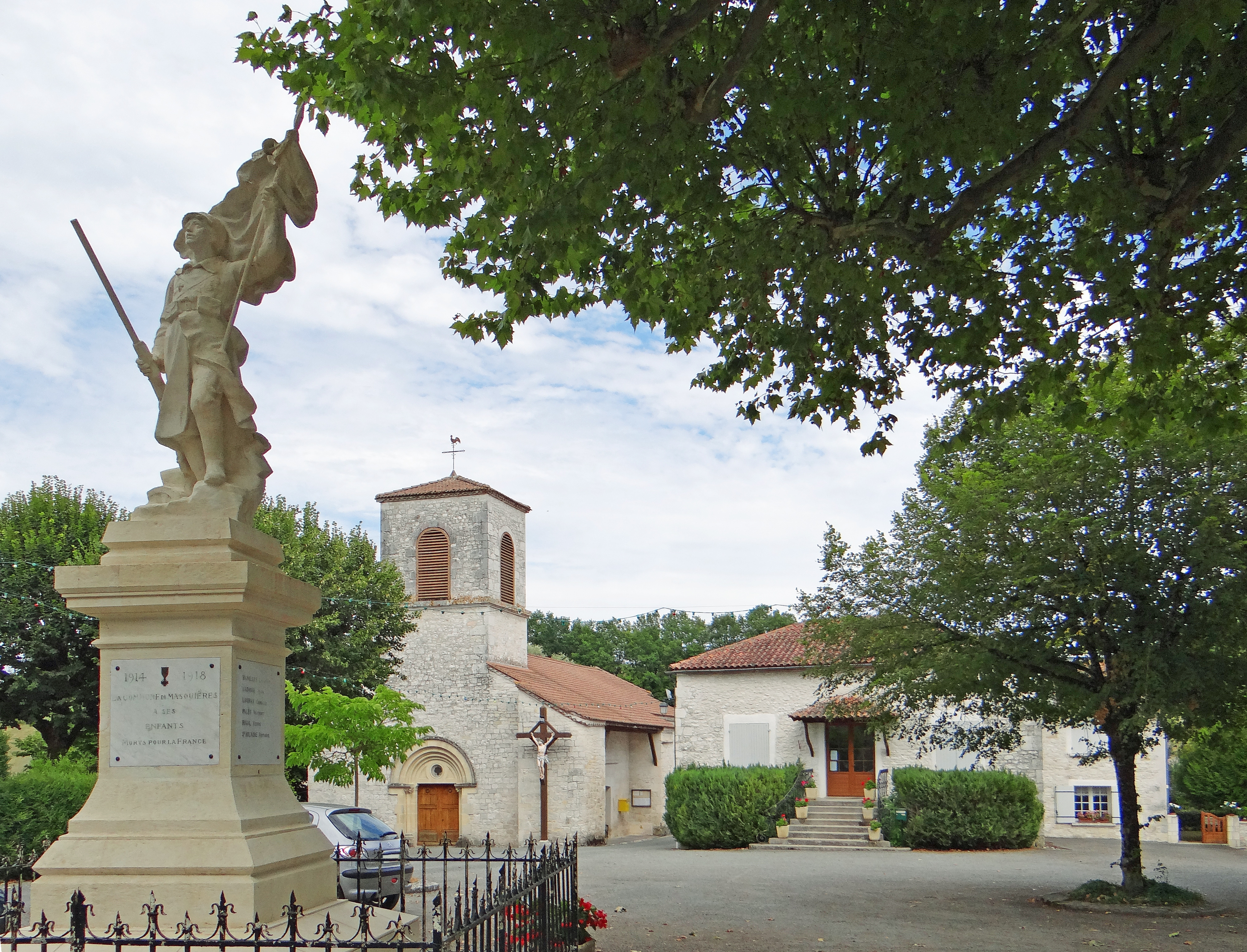
Le monument aux morts, l'église Saint-Vincent à côté de la mairie

## Culture locale et patrimoine

### Environnement
Les alentours de Masquières sont propices pour l’ornithologie avec une diversité des milieux que l’on peut traverser : bocages, rupestres, bords de cours d’eau... Sur les escarpements rocheux nichent faucons pèlerins et grands corbeaux. Un circuit de découverte a été défini et le Centre permanent d'initiatives pour l'environnement Pays de Serres-Vallée du Lot y a organisé une visite dans le vallon de la Vergnotte.

### Communauté expérimentale
Le projet expérimental Tera, porté par l'association de même nom, vise à créer une communauté résiliente autour de Masquières. Sur une période de 10 ans, ses membres vont tenter, en y intégrant la population locale, de relocaliser la production vitale avec un mode de vie respectueux de l'environnement, de fournir un revenu de base et de mettre en place une organisation sociale qui permettra l'épanouissement des individus tout en protégeant le bien commun.
Certains riverains se sont opposés au projet en installant des panneaux le long de la route qui mène au chantier d'insertion du vallon de Lartel. En août 2016, un proche voisin avait réuni plus de 100 signatures en un mois. En 2017, le conseil municipal de Masquières fait état de divergences de points de vue de ses conseillers à propos du projet d’écovillage de l’association TERA.